# Magnafon
La Magnafon Radio Televisione, nota come Magnafon, è stata un'azienda italiana produttrice di elettronica di consumo, di componenti elettronici e di elettrodomestici di Desio,con sede a Desio (Milano) in via Per Cesano Maderno n.98/100.
È stata liquidata nel 2006, dopo anni di inattività, se non come commercio conto terzi, assistenza e riparazioni dei propri prodotti. Il suo logo era costituito dalla lettera "M" maiuscola attraversata dalla scritta minuscola "magnafon" e da tre linee parallele, sovrastata dalla parola "radio" e sovrastante  "televisori"; il tutto all'interno di un scudetto. 

## Storia

### La fondazione ed il primo decennio di attività (1949-1959)
La ditta  Magnafon Radio fu fondata nel 1949 a Desio su iniziativa di Gino Magni insieme al fratello Carlo Magni all'epoca impiegato presso il dazio. Nell'organigramma Gino, all'epoca studente perito elettrotecnico, si sarebbe occupato della strategia aziendale, del disegno e della progettazione dei prodotti e di alcuni componenti mentre Carlo avrebbe gestito la parte contabile 
La sede iniziale, a Desio, era all'interno di una palazzina in via Brianza 13, occupando alcuni fondi e un cortile. Per la scocca attorno alle schede ed ai telai si utilizzavano mobili di legno, progettati e realizzati in modo artigianale da falegnami del luogo. 
Negli anni cinquanta iniziò la progettazione e la costruzione dei primi televisori, che a fine decennio riempiranno, con più modelli e versioni, i cataloghi (quali i TV 9017, TV9021, TV9027, dal tipo di telaio e circuito e dal numero dei pollici), accanto a quella, storica, dei fonografi in varie declinazioni. Ve ne erano di "standalone", con mobile da salotto, (quali lo FM 109/A, FM 109/C), da appoggiare su un mobile (quali lo FM 205/F con giradischi, o lo FM205 senza radio; lo FM 109F con giradischi o lo FM 109 senza) nonché, più piccoli, da tavolino (quali lo 322). 
I primi registratori a bobina presentati, peraltro, riscossero notevole successo anche all'estero, per il rapporto qualità/prezzo

### Gli anni sessanta
Grazie ad una serie di investimenti, negli anni sessanta, venne progettato ed eretto, su un terreno ancora inutilizzato, un nuovo stabilimento; la struttura, ubicata in via per Cesano 98/100, incrementando il numero dei dipendenti ed espandendo gli uffici dedicati a ricerca e sviluppo, rese possibile potenziare le innovazioni tecnologiche e presentare nuovi progetti e brevetti, facendo crescere la produzione.
Vennero proposte, rispetto alla concorrenza, alcune innovazioni tecnologiche; fra queste, il cinescopio, di dimensioni 25", a tecnologia di visione diretta (brevettato come "self-bond"); , televisori con tuner a transistor, e i primi ibridi valvole/transistor sul modello FB 52. Notevole attenzione, in fase di progettazione, era posta poi alla costruzione del telaio ed al posizionamento dei componenti all'interno della scocca, in modo da rendere semplice l'apertura del TV e l'intervento o sostituzione dei pezzi, in caso di assistenza. L'allocazione trasversale al frontale, con un sistema di ventilazione naturale e distanziamento fra i componenti più energivori, rendeva più efficiente il raffreddamento, prolungando il ciclo di vita dei prodotti.
Il catalogo si estese anche agli "stabilizzatori di tensione", accessori all'epoca indispensabili data l'irregolarità della rete elettrica nazionale.
Venne ampliata la produzione di radio (FM219, FM225) e radio/fonografi (FM 124/F, FM 217/F) anche miniaturizzati (FM 211/F Miniphon), oltre a molte "radioline portatili", quali la tipo 329. La caratteristica delle miniradio era quella, oltre alla divisione fra bande, di indicare e separare fra radio trasmittenti italiane e straniere (nel caso della banda a onde medie e corte); indicazione, questa,  che veniva prima inserita solo nelle scale parlanti delle radio da salotto.
Negli anni sessanta, vennero aperte diverse affiliate per l'assemblaggio e la vendita diretta.

### Gli anni settanta
All'inizio del decennio, il management di Magnafon aveva già avallato la progettazione e lancio di prodotti innovativi rispetto ai classici del passato (rimasti peraltro in parte a catalogo); si ebbero quindi linee più moderne, con l'utilizzo di molte sostanze plastiche e colori forti a pastello. La componentistica era nuovamente spesso mutuata, come avveniva per aziende piccole in quel periodo, da altri grandi produttori (ad esempio, nel caso della FM206, che funge anche da amplificatore per eventuali TV, il circuito per la modulazione di frequenza era di progettazione e produzione Mivar). Vennero prodotti ulteriori registratori a bobina sia multitraccia, che stereo da ascolto (quali il Magnafon M1). 
Nel frattempo, il logo dell'azienda era mutato, trasformandosi ed ammodernizzandosi nella scritta "magnafon" in caratteri corsivo, con le lettere fra loro connesse in orizzontale.
La produzione si estendeva ai televisori miniaturizzati, a cui si aggiunsero quelli a colori già negli anni settanta, prima dell'introduzione della tecnologia in Italia. Le denominazioni, lasciati i codici, erano costituite da vocaboli di fantasia a (Aster 22, Clip 14, Dalen 26, Daly 16, Davos 14).

### Gli anni ottanta
All'inizio del decennio, al rinnovo continuo del catalogo si aggiunse l'introduzione della prima elettronica di controllo, permettendo di arrivare a cento canali ed all'introduzione del circuito per il televideo (è il caso dei Devon 26 Centocanali, Electronic 24, Elite 25 100C, Mastercolor 26), e si utilizzarono le prime schede programmabili informaticamente, per la gestione sia dei tv che delle radio (Digicomputer, I.Rem.control, Logicomputer). La produzione incluse anche i primi televisori stereo (Trend 21 Bifonico), maxitelevisori a visione riflessa, o a retrovisione (Reflex 100canali).

### Dagli anni novanta alla chisura
Pur avendo esteso il mercato d'esportazione a paesi quali Spagna, Cipro, Grecia e Libia, e costruito una solida e notevole rete di distribuzione e assistenza, la concorrenza straniera e le dimensioni dell'azienda costrinsero la Magnafon a ridurre fortemente l'attività, progressivamente sparendo di fatto con il proprio marchio dalla distribuzione, e continuando l'attività di prototipazione e assemblaggio anche conto terzi, incluse progettazioni in joint con ditte straniere.
Continuava l'assistenza per i propri prodotti, mentre la vendita di prodotti altrui, grazie alla sopravvivenza di un proprio settore di ricerca, a propri laboratori di montaggio e test, ed alla rete sul territorio, era di fatto gestita dai tecnici della Magnafon.
Nel 1992 uno dei due fondatori, Carlo, dovette ritirarsi dall'attività. Nel 2006, quando l'azienda venne formalmente liquidata, era in realtà ferma da anni; le ipotesi di rilancio o riutilizzo del capannone si infransero contro la scomparsa nel 2011 dell'altro fondatore, Gino..

### Sponsorizzazioni
Nel periodo di massimo splendore, la Magnafon ha sponsorizzato una squadra ciclistica oltre ad altre manifestazioni sportive.

### Curiosità
Ad oggi, lo stabilimento di via Per Cesano Maderno 98/100 risulta dismesso e inutilizzato, mentre il marchio non viene più apposto su alcun prodotto. È esistito un assemblatore britannico di elettronica con identica ragione sociale, privo però di qualsiasi collegamento con la ditta italiana. 